# Nikolaï Grigorievitch Chtcherbatov
Prince Nikolaï Grigorievitch Chtcherbatov, (en alphabet cyrillique : Князь Николай Григорьевич Щербатов), né le 20 juillet 1777, mort le 26 décembre 1848 à Moscou, est l'un major-général russe des guerres napoléoniennes.

## Famille
Fils cadet du prince Grigori Alexeïevitch Chtcherbatov (1735-1810) et de son épouse Anastasia Nikolaïevna Dolgoroukova. Frère du prince Alexeï Grigorievitch Chtcherbatov.

### Mariage
Il épousa Anna Grigorievna Efimova (1789-1849).
De cette union naquirent :
- Zenaïda Nikolaïevna Chtcherbatova (?-1867).
- Natalia Nikolaïevna Chtcherbatova.
- Anastasia Nikolaïevna Chtcherbatova : elle épousa Fiodor Alexandrovitch Ermolov.
- Maria Nikolaïevna Chtcherbatova : (?-1892), elle épousa Alexeï Borisovitch Tcherkasski (1803-1855)[1].

## Biographie
Issu d'une famille princière issue de la dynastie des riourikides. Alors âgé de huit ans, son père l'inscrivit au Régiment de la Garde Semionovski au grade de sous-lieutenant (16 janvier 1785). Le 1er janvier 1791, au grade de lieutenant, le prince entra officiellement dans ce même régiment. En 1796, il présenta sa démission, mais, le 24 mai 1799, il reprit du service au Régiment de la Garde Semionovski.
Le 12 mars 1801, promu capitaine il fut muté au quartier-général. En 1802, Nikolaï Grigorievitch Chtcherbatov proféra des insultes envers Josef Xavier Charles Raphaël Philippe Bénit (1767-1802), dit le Chevalier de Saxe, ce dernier séjournait alors en Russie, le chevalier de Saxe demanda réparation, au cours du duel qui se déroula à Teplice, le prince Chtcherbaotv tua le fils du prince François-Xavier de Saxe.
En 1806, le prince se distingua lors de la  Campagne de Pologne. Le 16 février 1807, sous le commandement du général Ivan Nikolaïevitch Essen, il fut engagé dans la bataille d'Ostrolenka opposant les troupes russes à l'Armée napoléonienne. Le 10 juin 1807, sous le commandement du général Levin August von Bennigsen, le prince affronta les troupes de Napoléon Ier près de la ville d'Heilsberg, le 14 juin 1807, à Friedland, Nikolaï Grigorievitch Chtcherbatov combattit les troupes françaises dirigées par le maréchal Lannes puis, par l'Empereur des Français. Pour sa vaillance au combat au cours de ces deux batailles, il lui fut décerné l'Ordre de Saint-Vladimir (4e classe - avec ruban), une épée d'or avec inscrit : Pour bravoure lui fut également remise. La même année, il fut transféré au Régiment de hussards de la Garde impériale. Le 15 février 1808, il fut élevé au grade de colonel. Le 10 octobre 1810, il quitta l'armée.
Le 6 juin 1812, le prince reprit du service dans l'armée et forma le 2e Régiment de Cosaques ukrainiens dont il prit le commandement. Avec son régiment, il fut engagé dans plusieurs batailles en Volhynie : Batailles de Kovel, Liouboml puis, au cours de la retraite de Russie, avec ses Cosaques, Chtcherbatov harcela les unités françaises isolées.
Du 13 mars au 26 mai 1813, dans le nord de la Silésie, le prine Chtcherbatov participa au siège de la forteresse de Goglau tenue par le maréchal Guillaume Dode de La Brunerie. En juillet de la même année, son régiment rejoignit l'Armée de Silésie. Le 26 août 1813, sous le commandement du maréchal Gebhard Leberecht von Blücher, il combattit les troupes du maréchal Étienne Jacques Joseph Macdonald à Katzbach. Au terme de cette bataille, le 15 octobre 1813, il fut promu major-général. À la bataille de Levemberg, à la tête de ses Cosaques, il s'empara de deux canons ennemis et captura 500 hommes. pour ce remarquable fait de guerre, le prince Chtcherbatov fut décoré de l'Ordre de Saint-Georges (3e classe). A Dresde du 26 août au 27 août 1813, avec les forces de la Sixième Coalition composées de troupes russo-austro-prussiennes commandée par le feld-maréchal autrichien Charles Philippe de Schwarzenberg, Nikolaï Grigorievitch combattit les troupes napoléoniennes commandées par le maréchal Laurent de Gouvion-Saint-Cyr et Napoléon Ier.
De janvier à avril 1814, le prince Chtcherbatov fut engagé avec l'armée russo-prussienne dirigée par le major-général Dmitri Mikhaïlovitch Iouzefovitch (1777-1821) dans le siège de la ville de Metz occupée par une garnison française placée sous le commandement du général Pierre François Joseph Durutte. Au cours des combats, à la bataille de Meri, il fut blessé à la jambe par un tir de fusil. Il participa également à la capture de Paris.
La guerre terminée, le prince Chtcherbatov fut nommé à la tête de la 1re Division Cosaques ukrainiens (en 1818, elle prit le nom de Division de uhlans ukrainiens).
Le 19 décembre 1819, il démissionna de l'armée pour raison de santé.

## Décès et inhumation
Le prince Chtcherbatov décéda le 26 décembre 1848 à Moscou, il fut inhumé en l'église Saint-Michel l'Archange au monastère de Donskoï à Moscou.
Le 19 décembre 1819, il démissionna de l'armée pour raison de santé.

## Distinctions
- 1807 : Ordre de Saint-Vladimir (4e classe).
- 1807 : Épée d'or avec l'inscription Pour bravoure.
- 1807 : Ordre de Saint-Vladimir (3e classe).
- 1807 : Ordre de l'Épée Pour bravoure.
- 1807 : Ordre de Sainte-Anne (2e classe) avec diamants.
- 1807 : Ordre prussien Pour le Mérite.
- 1807 : Ordre de l'Aigle rouge
- 1814 : Ordre de Saint-Georges (4e classe).
- 1814 : Ordre de Saint-Georges (3e classe)

### Source
- www.museum.ru  Dictionnaire des généraux russes qui ont participé aux combats contre l'armée de Napoléon Bonaparte en 1812-1815